# Centre de documentació

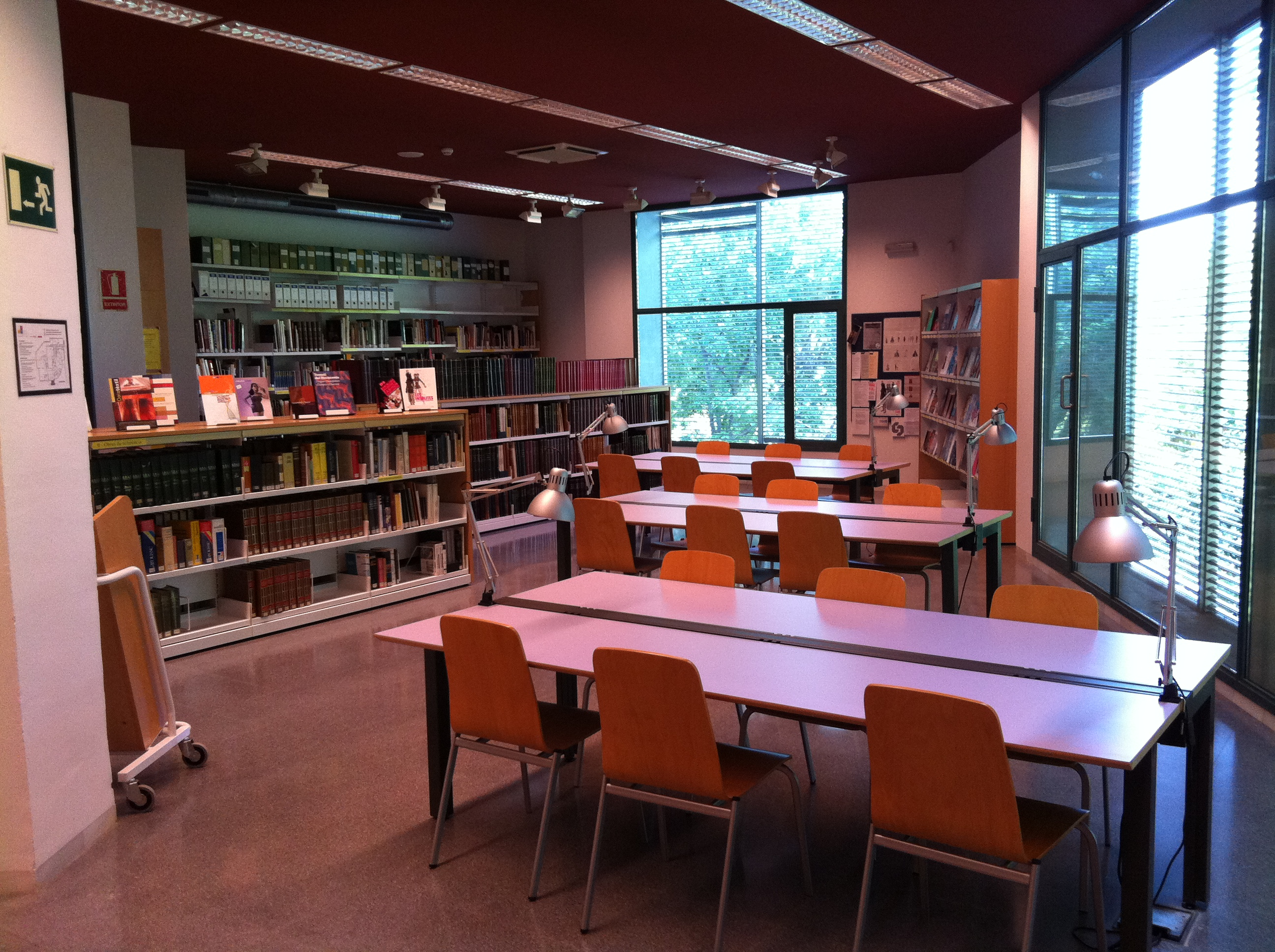
Centre de Documentació Museu Tèxtil de Terrassa

El centre de documentació és una unitat d'informació que reuneix, gestiona i difon la documentació d'una àrea del coneixement determinat, o la produïda per un organisme o institució en la qual es circumscriu. Sorgeix per fer front a l'explosió documental, principalment de contingut cientificotècnic. Té similituds amb la biblioteca especialitzada i es caracteritza per aprofundir en algunes de les seves funcions, especialment l'anàlisi documental de contingut, amb l'objectiu d'aconseguir una millor recuperació de la informació utilitzant les noves tecnologies de la informació.
En resum, es tracta d'una unitat d'informació especialitzada adscrita a un organisme (propietari d'aquest centre), on es troben conservats i emmagatzemats els documents necessaris per al funcionament d'un servei o una activitat de la institució o empresa. La finalitat del centre és la de servir de referència i ajut als professionals o investigadors.

## Objectius
Té com a objectiu principal satisfer de manera eficaç les necessitats d'informació dels seus usuaris, que en general són investigadors en una àrea específica del coneixement, a través d'informació precisa. Compleix el rol d'intermediari entre l'usuari i el coneixement.

## Funcions

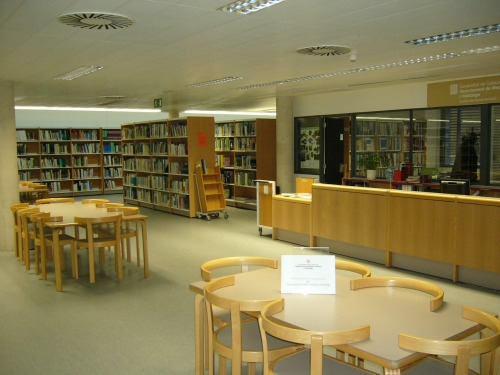
Centre de Documentació de Medi Ambient de la Generalitat de Catalunya

Un centre de documentació té com a funcions seleccionar, analitzar, recuperar i difondre la informació. Utilitza les tecnologies de la informació per realitzar el tractament de la informació i per a l'accés a bases de dades i documents electrònics.

## Estructura interna
Per complir les seves funcions s'estructura en diverses unitats.
- Unitat de fons documentals: s'estudien els fons existents, elaboren catàlegs i publicacions del centre.
- Unitat d'anàlisi documental: s'efectuen tasques de classificació, catalogació, indexació i resums entre altres tasques.
- Unitat de tractament informàtic: s'ingressen dades en el sistema informàtic per a la seva posterior recuperació.
- Unitat de recuperació i difusió: es realitzen cerques retrospectives i difusió selectiva de la informació.
- Unitats auxiliars: s'elaboren reprografies, traduccions, etc.
- Unitat de gestió informàtica: s'actualitzen i mantenen aquelles àrees que es troben automatitzades dins del centre.

## Tipus de Centres de documentació

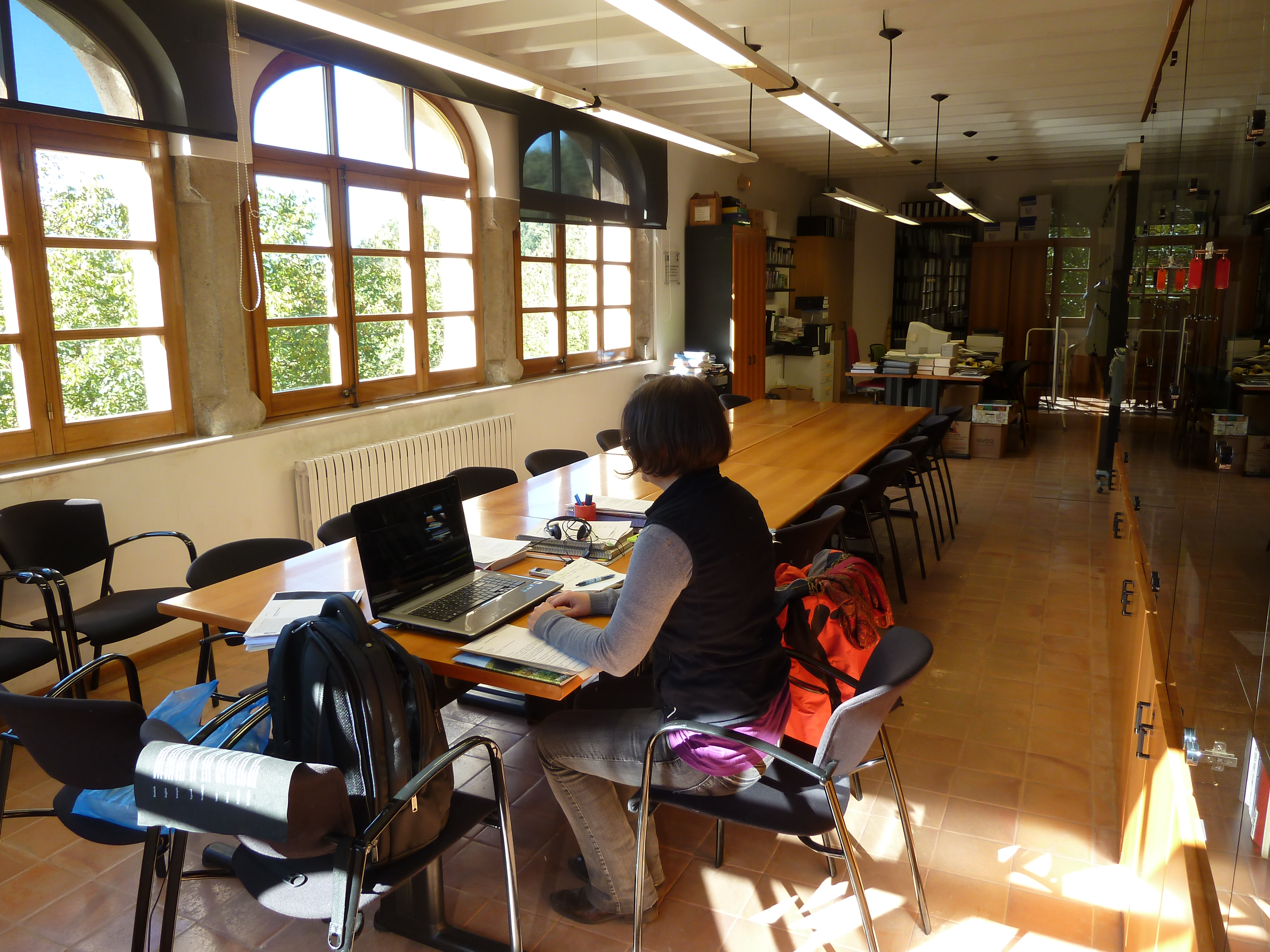
Centre de Documentació del Parc Natural de la Zona Volcànica de la Garrotxa

- Centre de Documentació del Parc Natural de la Zona Volcànica de la Garrotxa Centres de Documentació Especialitzats: Proporcionen serveis de qualitat i documents molt específics, els seus usuaris són tècnics i científics.

- Centres de Documentació Nacionals: En general depenen d'organismes estatals, recullen i coordinen informació generada en un país.

- Centres de Documentació Internacionals: Són centres documentals que realitzen tasques en àrees específiques i intenten unificar la informació generada en aquesta àrea a nivell regional o internacional.

- Serveis de documentació: Depenen d'organismes públics o privats i treballen principalment per a ells. En conèixer el perfil dels seus usuaris poden donar ajuda individualitzada.